# 罗梅斯坦
罗梅斯坦（法語：Romestaing，法語發音：[ʁɔmɛstɛ̃]）是法国洛特-加龙省的一个市镇，属于马尔芒德区。

## 地理
罗梅斯坦（44°25'1"N, 0°0'11"E）面积15.46 平方千米，位于法国新阿基坦大区洛特-加龍省，该省份为法国西南部内陆省份，北起多爾多涅省，西接吉倫特省和朗德省，南至热尔省，东临塔恩-加龙省和洛特省。
与罗梅斯坦接壤的市镇（或旧市镇、城区）包括：科屈蒙、吕菲亚克、库尔莱班、格里尼奥尔斯、阿让通、盖兰。

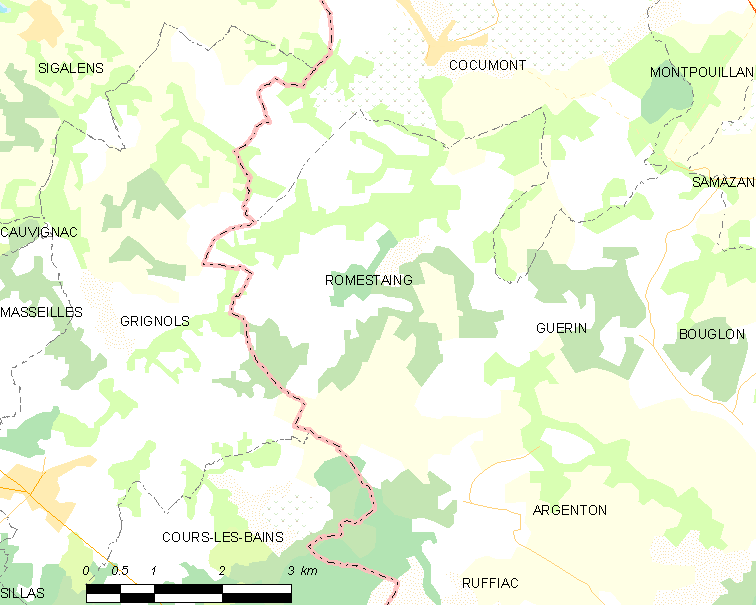
罗梅斯坦的OSM定位图

罗梅斯坦的时区为UTC+01:00、UTC+02:00（夏令时）。

## 行政
罗梅斯坦的邮政编码为47250，INSEE市镇编码为47224。

## 政治
罗梅斯坦所属的省级选区为加斯科涅森林县。

## 人口

1962-2008年间罗梅斯坦人口变化图示

罗梅斯坦于2022年1月1日时的人口数量为158人。